# FWVGA
FWVGA（Full Wide VGA）是一种显示分辨率的规格，来自于WVGA的改进。其分辨率为16:9的854×480像素，而实际上854只是一个大约的数目（853.333 ... 3）。
随着科技的发展，FWVGA已逐渐沦为中低端机的配备；高端机型正转向720P、1080P，甚至是4K來發展。

## 参阅
- 通用解析度列表